# Апраксино (Большеболдинський район)
Апраксино (рос. Апраксино) — село в Большеболдинському районі Нижньогородської області Російської Федерації.
Населення становить 441 особу. Входить до складу муніципального утворення Черновська сільрада.

## Історія
Від 2009 року входить до складу муніципального утворення Черновська сільрада.

## Населення
| 1999 | 2002 | 2010 |
| ---- | ---- | ---- |
| 570  | ↘440 | ↗441 |